# Torfall von Madrid

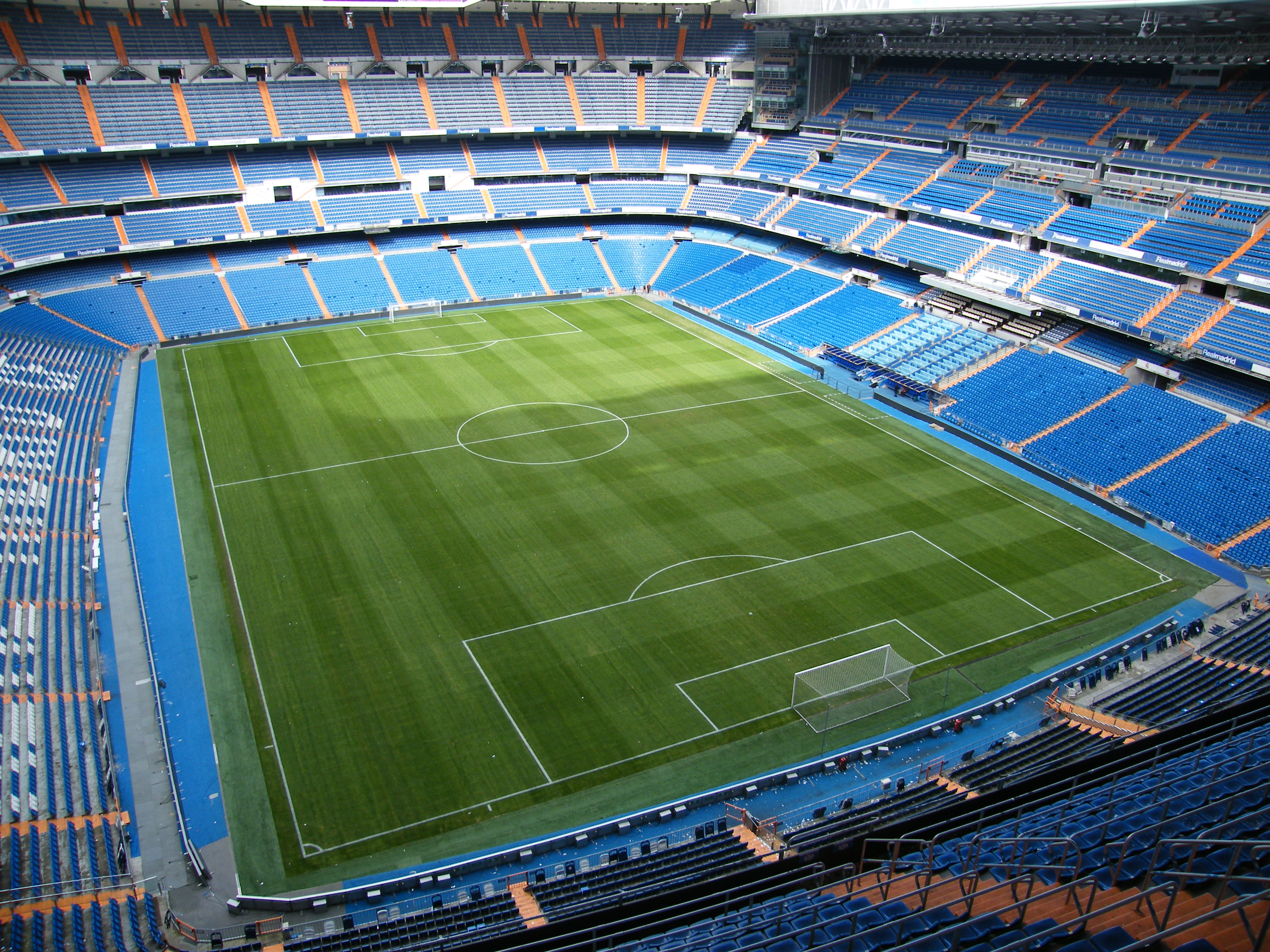
Innenansicht des Santiago-Bernabéu-Stadions

Torfall von Madrid ist die von Medienberichten geprägte Bezeichnung für ein Vorkommnis am 1. April 1998 vor dem Anpfiff des Halbfinal-Spiels der UEFA Champions League in der Saison 1997/98 zwischen Real Madrid und Borussia Dortmund im Santiago-Bernabéu-Stadion. Durch ein umgefallenes Tor verzögerte sich der Beginn des Spiels um 76 Minuten.
Für ihre launige Moderation zur Überbrückung der Wartezeit erhielten die Kommentatoren von RTL, Marcel Reif und Günther Jauch, den Bayerischen Fernsehpreis 1998.

## Ausgangssituation und Verlauf
Borussia Dortmund sollte als amtierender Champions-League-Sieger von 1997 das Hinspiel des Halbfinales gegen Real Madrid im Estadio Santiago Bernabéu am 1. April 1998 bestreiten. Vor Beginn der Partie hatten spanische Fans den Schutzzaun hinter einem der Tore erklommen. Der Zaun knickte infolgedessen um 20:43 Uhr in Richtung der Zuschauertribünen um und riss das daran befestigte Tor mit.
Die Partie hätte kurz darauf um 20:45 Uhr beginnen sollen; wegen des umgefallenen Tores war das nun nicht möglich. Spieler und Trainer mussten das Spielfeld wieder verlassen. Erst nach über einer Stunde konnte ein neues Tor – von Real Madrids Trainingsgelände mit einem Kastenwagen unter Mithilfe von Fans – ins Stadion gebracht und aufgestellt werden. Nach Überprüfung durch den Schiedsrichter wurde das Spiel mit 76-minütiger Verspätung angepfiffen.
Borussia Dortmund unterlag Real Madrid mit 0:2 und verzichtete auf eine Beschwerde bei der UEFA. Das Rückspiel in Dortmund endete torlos und Dortmund schied aus. Real gewann abschließend das Finale mit 1:0 gegen Juventus Turin.

## Moderation

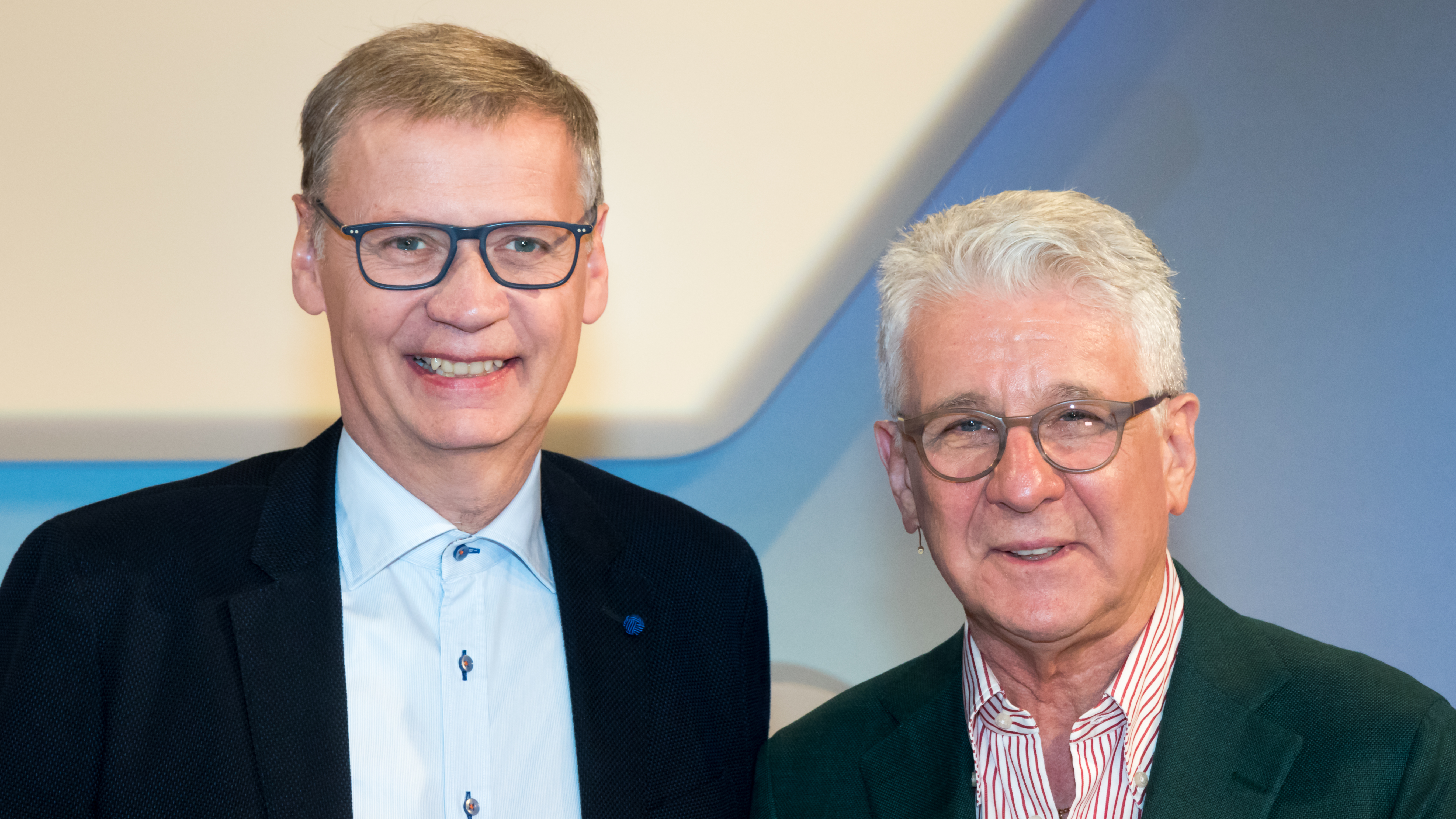
Günther Jauch (l.) und Marcel Reif (r.)

Das Spiel wurde für Deutschland von RTL Television live übertragen. Bevor es angepfiffen wurde, moderierte Marcel Reif die Partie vorerst an, bis ihm zur Überbrückung der Wartezeit Günther Jauch zugeschaltet wurde. Da nicht klar war, ob RTL Fernsehwerbung ausstrahlen durfte und wie lange sich das Spiel verschieben würde, waren beide Moderatoren darum bemüht, die Fernsehzuschauer zu unterhalten. Laut Reif war der folgende Satz einer der schönsten, die ihm je gelungen seien:

„Noch nie hätte ein Tor einem Spiel so gut getan.“

„Für alle die, die nicht rechtzeitig eingeschaltet haben, […] das erste Tor ist schon gefallen!“

Sowohl Jauch als auch Reif wurden im selben Jahr für diese Liveübertragung mit dem Bayerischen Fernsehpreis ausgezeichnet und 1999 für den Adolf-Grimme-Preis nominiert. Die Einschaltquoten beliefen sich während des Malheurs auf etwa 12,76 Millionen Zuschauer, das eigentliche Spiel sahen nur etwa 6 Millionen Zuschauer.

## Verwandte Themen
- Der Pfostenbruch vom Bökelberg 1971 war Anlass für die Ersetzung aller Holztore in der Bundesliga durch Aluminiumtore.